# Righteous Jams
Righteous Jams ist eine Straight-Edge-Band aus Boston (Massachusetts, Vereinigte Staaten).
Die Band wurde 2002 als Invasion gegründet, 2003 in Righteous Jams umbenannt und besteht zurzeit aus vier Mitgliedern: Elgin Nathan James (Gitarre), Joey Cardonada (Gesang), Derek Scace (Bass) und Dance Floor Justin (Schlagzeug).

## Diskografie
- 2003: Righteous Jams (EP, Anger Management Records)
- 2004: Rage of Discipline (Album, Kung Fu Records)
- 2006: Business as Usual (Album, Abacus Recordings)